# Dinner at Fred's
Dinner at Fred's è un film del 1999 diretto da Shawn Thompson.
È un film commedia statunitense e canadese con Gil Bellows, Parker Posey e Kevin McDonald.

## Produzione
Il film, diretto e sceneggiato di Shawn Thompson, fu prodotto da Regina Robb e Jon Slan per la HandMade Films e la Paragon Entertainment Corporation.

## Distribuzione
Il film fu distribuito  nel 1999 dalla Imperial Entertainment e dalla PM Entertainment Group. È stato distribuito anche in Germania con il titolo Eine grauenvolle Familie.